# Survivor Series 2017
Survivor Series (2017) was een professioneel worstel-pay-per-view (PPV) en WWE Network evenement dat georganiseerd werd door WWE voor hun Raw en SmackDown bands. Het was de 31ste editie van Survivor Series en vond plaats op 19 november 2017 in het Toyota Center in Houston, Texas.

## Matches
| Nr. | Match | Winnaar(s)              | Opmerkingen                                               | Bron  |
| --- | --- | ----------------------- | --------------------------------------------------------- | ----- |
| 1p  | Elias vs. Matt Hardy | Elias                   | Eén-op-één match.                                         | [ 2 ] |
| 2p  | Enzo Amore (c) vs. Kalisto | Enzo Amore              | Eén-op-één match voor het WWE Cruiserweight Championship. | [ 2 ] |
| 3p  | Kevin Owens & Sami Zayn vs. Breezango (Fandango & Tyler Breeze) | Kevin Owens & Sami Zayn | Tag team match.                                           | [ 2 ] |
| 4   | The Shield (Dean Ambrose, Roman Reigns en Seth Rollins) vs. The New Day (Big E, Kofi Kingston en Xavier Woods)                                                        | The Shield              | 6-man tag team match.                                     | [ 2 ] |
| 5   | Team Raw (Alicia Fox, Sasha Banks, Bayley, Asuka en Nia Jax) vs. Team SmackDown (Becky Lynch, Naomi, Carmella, Natalya en Tamina) (met Lana)                          | Team Raw                | 5-on-5 Survivor Series elimination match.                 | [ 2 ] |
| 6   | Baron Corbin (SmackDown's United States Champion) vs. The Miz (Raw's Intercontinental Champion) (met Bo Dallas & Curtis Axel)                                         | Baron Corbin            | Champion vs. Champion match.                              | [ 2 ] |
| 7   | The Usos (Jey Uso & Jimmy Uso) (SmackDown Tag Team Champions) vs. Cesaro & Sheamus (Raw Tag Team Champions)                                                           | The Usos                | Champion vs. Champion tag team match.                     | [ 2 ] |
| 8   | Charlotte Flair (SmackDown Women's Champion) vs. Alexa Bliss (Raw Women's Champion)                                                                                   | Charlotte Flair         | Champion vs. Champion match. Flair won door submission.   | [ 2 ] |
| 9   | Brock Lesnar (Raw's Universal Champion) (met Paul Heyman) vs. AJ Styles (SmackDown's WWE Champion)                                                                    | Brock Lesnar            | Champion vs. Champion match.                              | [ 2 ] |
| 10  | Team Raw (Kurt Angle, Braun Strowman, Finn Bálor, Samoa Joe en Triple H) vs. Team SmackDown (Shane McMahon, Randy Orton, Bobby Roode, Shinsuke Nakamura en John Cena) | Team Raw                | 5-on-5 Survivor Series elimination match.                 | [ 2 ] |